# Iwona Kuczyńska
Iwona Kuczyńska (née le 22 février 1961) est une joueuse de tennis polonaise, professionnelle dans les années 1980.
Elle n'a atteint aucune finale en simple sur le circuit principal, mais elle a gagné un titre en double pour un total de trois finales jouées.

## Biographie

### Carrière
Après plusieurs saisons où elle obtient principalement des résultats en double, elle se montre à son avantage en 1987 lorsqu'elle parvient à se qualifier pour trois tournois du Grand Chelem. À Wimbledon, elle écarte Anna Maria Fernández et Silke Meier avant de tomber face à la tête de série no 16, Sylvia Hanika. En septembre de la même année, elle se hisse en quart de finale du tournoi de Hambourg en faisant tomber Claudia Kohde-Kilsch, alors membre du top 10 mondial. En 1988, elle remporte un tournoi en double avec Martina Navrátilová à Filderstadt, son seul titre sur le circuit WTA.

### Reconversion
En 2013, elle travaille avec Marion Bartoli lors du tournoi de Wimbledon.

### Vie privée
Elle a été en couple avec la Tchèque Jana Novotná après la fin de sa carrière.

## Palmarès

### Titre en double dames
| No | Date       | Nom et lieu du tournoi         | Catégorie | Dotation  | Surface    | Partenaire          | Finalistes                   | Score    |          |
| -- | ---------- | ------------------------------ | --------- | --------- | ---------- | ------------------- | ---------------------------- | -------- | -------- |
| 1  | 10-10-1988 | Porsche Grand Prix Filderstadt | Tier III  | 250 000 $ | Dur (int.) | Martina Navrátilová | Raffaella Reggi Elna Reinach | 6-1, 6-4 | Parcours |

### Finales en double dames
| No | Date       | Nom et lieu du tournoi         | Catégorie   | Dotation | Surface         | Vainqueures                | Partenaire     | Score    |          |
| -- | ---------- | ------------------------------ | ----------- | -------- | --------------- | -------------------------- | -------------- | -------- | -------- |
| 1  | 07-03-1983 | Ginny of Pittsburgh Pittsburgh |             | NC       | Moquette (int.) | Candy Reynolds Paula Smith | Trey Lewis     | 6-2, 6-2 | Parcours |
| 2  | 17-09-1984 | Ginny of San Diego San Diego   | VS Tour C1+ | 50 000 $ | Dur (ext.)      | Betsy Nagelsen Paula Smith | Terry Holladay | 6-2, 6-4 | Parcours |

## Parcours en Grand Chelem

### En simple dames
| Année | Open d'Australie (janvier) | Open d'Australie (janvier) | Internationaux de France | Internationaux de France | Wimbledon       | Wimbledon     | US Open        | US Open        | Open d'Australie (décembre) | Open d'Australie (décembre) |
| 1981  | n/a                        | n/a                        | 3e tour (1/16)           | Virginia Wade            | -               | -             | -              | -              | -                           | -                           |
| 1987  | -                          | -                          | 2e tour (1/32)           | C. Kohde-Kilsch          | 3e tour (1/16)  | Sylvia Hanika | 2e tour (1/32) | Pam Shriver    | n/a                         | n/a                         |
| 1988  | -                          | -                          | 1er tour (1/64)          | Arantxa Sánchez          | 3e tour (1/16)  | MJ Fernández  | 2e tour (1/32) | Stephanie Rehe | n/a                         | n/a                         |
| 1989  | 1er tour (1/64)            | Lisa O'Neill               | 1er tour (1/64)          | Silke Meier              | 1er tour (1/64) | Terry Phelps  | -              | -              | n/a                         | n/a                         |

À droite du résultat, l’ultime adversaire.

### En double dames
| Année | Open d'Australie (janvier) | Open d'Australie (janvier) | Internationaux de France     | Internationaux de France  | Wimbledon                     | Wimbledon                  | US Open                      | US Open                    | Open d'Australie (décembre) | Open d'Australie (décembre) |
| 1982  | n/a                        | n/a                        | -                            | -                         | -                             | -                          | 2e tour (1/16) S. Simmonds   | B. Potter Sharon Walsh     | -                           | -                           |
| 1983  | n/a                        | n/a                        | -                            | -                         | -                             | -                          | 1er tour (1/32) Chris Newton | Louise Allen Gretchen Rush | -                           | -                           |
| 1984  | n/a                        | n/a                        | 2e tour (1/16) Susan Leo     | Hetherington H. Pelletier | 1er tour (1/32) Susan Leo     | Rene Blount J. Newberry    | 2e tour (1/16) T. Holladay   | Rosie Casals Wendy White   | -                           | -                           |
| 1985  | n/a                        | n/a                        | 1er tour (1/32) Brenda Perry | Beverly Mould Paula Smith | 1er tour (1/32) H. Pelletier  | Jo Durie Chris Evert       | 1er tour (1/32) Jaime Kaplan | C. Benjamin Rene Blount    | -                           | -                           |
| 1986  | n/a                        | n/a                        | 2e tour (1/16) Mima Jaušovec | K. Maleeva M. Maleeva     | 1er tour (1/32) Mima Jaušovec | Penny Barg Beth Herr       | 1er tour (1/32) M. Jaggard   | Eva Pfaff A. Temesvári     | n/a                         | n/a                         |
| 1987  | -                          | -                          | 2e tour (1/16) R. Kordová    | G. Fernández Lori McNeil  | 1er tour (1/32) K. Skronská   | Kathy Jordan Anne Smith    | 1er tour (1/32) Pat Medrado  | Elise Burgin Robin White   | n/a                         | n/a                         |
| 1989  | 1er tour (1/32) J. Wiesner | Lise Gregory Ronni Reis    | 1er tour (1/32) Pospíšilová  | G. Fernández Lori McNeil  | 1er tour (1/32) Pospíšilová   | Patty Fendick Hetherington | 1er tour (1/32) C. Porwik    | Kathy Jordan B. Nagelsen   | n/a                         | n/a                         |

Sous le résultat, la partenaire ; à droite, l’ultime équipe adverse.

### En double mixte
| Année | Open d'Australie (janvier), | Open d'Australie (janvier), | Internationaux de France     | Internationaux de France    | Wimbledon | Wimbledon | US Open | US Open | Open d'Australie (décembre), | Open d'Australie (décembre), |
| 1981  | n/a                         | n/a                         | 1er tour (1/16) P. Kuchna    | K. Horvath Andrés Gómez     | -         | -         | -       | -       | n/a                          | n/a                          |
| 1984  | n/a                         | n/a                         | 3e tour (1/8) Wojtek Fibak   | Pam Whytcross David Graham  | -         | -         | -       | -       | n/a                          | n/a                          |
| 1985  | n/a                         | n/a                         | 1er tour (1/32) M. Günthardt | Bettina Bunge Gildemeister  | -         | -         | -       | -       | n/a                          | n/a                          |
| 1989  | 1er tour (1/16) Cyril Suk   | E. Smylie J. Fitzgerald     | 2e tour (1/16) B. Dickinson  | Nicole Provis Darren Cahill | -         | -         | -       | -       | n/a                          | n/a                          |

Sous le résultat, le partenaire ; à droite, l’ultime équipe adverse.

## Parcours en Coupe de la Fédération
| #                                                               | Date       | Lieu   | Surface      | Gagnante(s)               | Perdante(s)                       | Score         |          |
|                                                                 |            |        |              |                           |                                   |               |          |
| 1980 - 1er tour (groupe mondial) - États-Unis - Pologne - 3 : 0 |            |        |              |                           |                                   |               |          |
| 1                                                               | 19/05/1980 | Berlin | Terre (ext.) | Kathy Jordan              | Iwona Kuczyńska                   | 6-0, 6-1      | Parcours |
| 1                                                               | 19/05/1980 | Berlin | Terre (ext.) | Rosie Casals Kathy Jordan | Dorota Dziekonska Iwona Kuczyńska | 6-3, 4-6, 6-3 | Parcours |

## Classements WTA en fin de saison

### En simple
| Année | 1986 | 1987 | 1988 | 1989 | 1990 |
| Rang  | 359  | 83   | 89   | 173  | 395  |

Source : (en) « Classements de Iwona Kuczyńska », sur le site officiel du WTA Tour

### En double
| Année | 1986 | 1987 | 1988 | 1989 | 1990 |
| Rang  | 124  | 183  | 53   | 119  | 314  |

Source : (en) « Classements de Iwona Kuczyńska », sur le site officiel du WTA Tour